# Juan Diego Cuauhtlatoatzin
Juan Diego, nascut Cuauhtlatoatzin (Mèxic, c. 1474 - Guadalupe, Mèxic, 1548) fou un indígena xiximeca convertit al cristianisme que, segons la tradició, va rebre en 1531 l'aparició mariana de la Mare de Déu de Guadalupe. És venerat com a sant per l'Església catòlica.

## Biografia
Nascut cap al 1474, el seu nom Cuauhtlatoatzin vol dir en nàhuatl "el que crida com una àguila". Camperol en un poblet, en 1524 fou un dels primers indis a rebre el baptisme de mans dels franciscans, prenent el nom cristià de Juan Diego, i batejant també la seva muller Malintzin com a María Lucía; ella morí en 1528.
Molt devot i pietós, entre el 9 i el 12 de desembre de 1531 se li aparegué quatre cops la Mare de Déu al turó de Tepeyac, prop de Ciutat de Mèxic. La Mare de Déu encarregà a Juan que digués al bisbe Juan de Zumárraga que edifiqués un temple en aquell lloc. Perquè pogués provar l'autenticitat de l'aparició, Maria va fer que creixessin roses al turó, tot i que era hivern; Juan les tallà i les portà al bisbe en la seva túnica. Quan donà les roses al bisbe, la imatge de la Mare de Déu aparegué impresa a la túnica.
Al lloc es construí una capella, que donà lloc a un gran santuari. Segons la tradició, la imatge que s'hi conserva, de la Mare de Déu de Guadalupe, és la de la túnica de Juan Diego. Aquest es retirà a viure en oració i penitència en una caseta prop de la capella, essent-ne el custodi, fins que morí disset anys després.

## Veneració
La història de l'aparició i de l'indi, però, fou tinguda per versemblant d'ençà el segle xvii, sobretot per la població mexicana, que començà a venerar Juan Diego. L'Església no el beatificà fins al 1990; Joan Pau II el proclamà sant el 31 de juliol de 2002, durant la seva visita pastoral a Mèxic. Es convertí així en el primer sant mexicà, anomenat "ambaixador missatger de Santa Maria de Guadalupe",
La festivitat és el 9 de desembre, data de la primera aparició mariana;el 12 de desembre, dia de la darrera, es fa la festa de la Mare de Déu de Guadalupe.

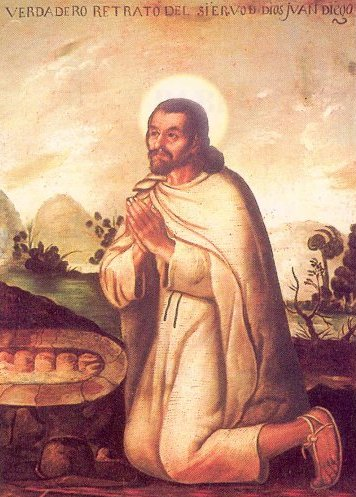
Retrat de Juan Diego del s. XVII
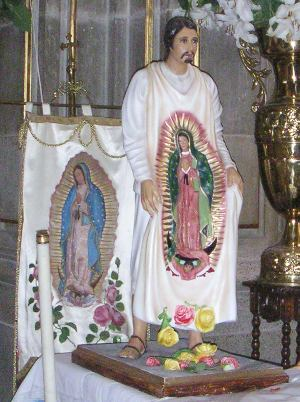
Estàtua de Juan Diego mostrant la imatge de la Mare de Déu
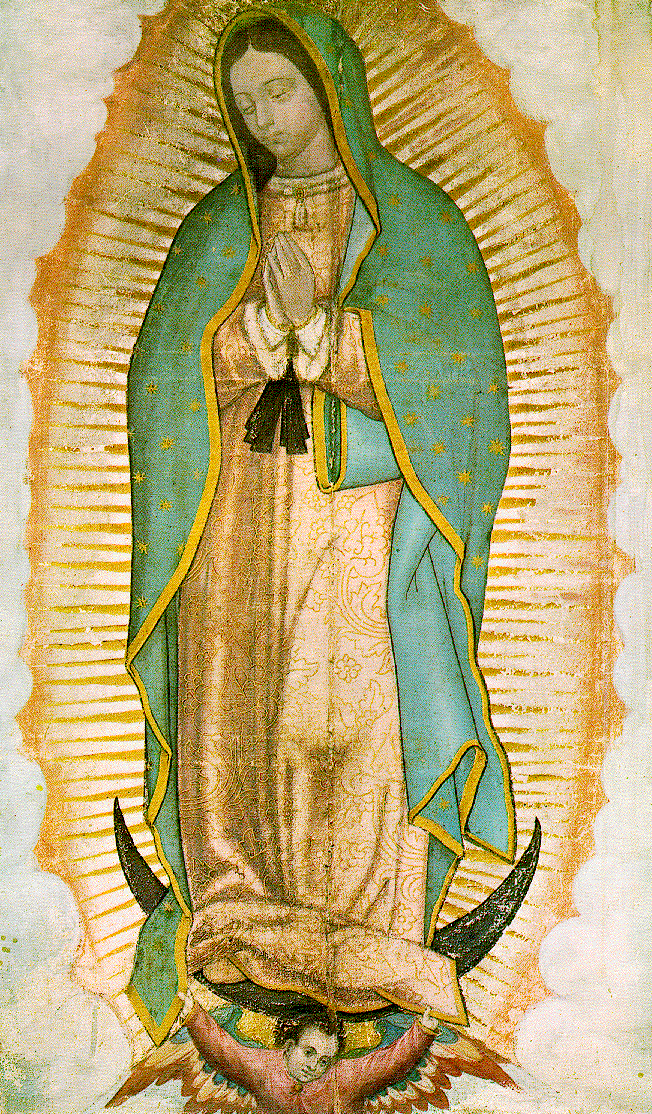
La Mare de Déu de Guadalupe
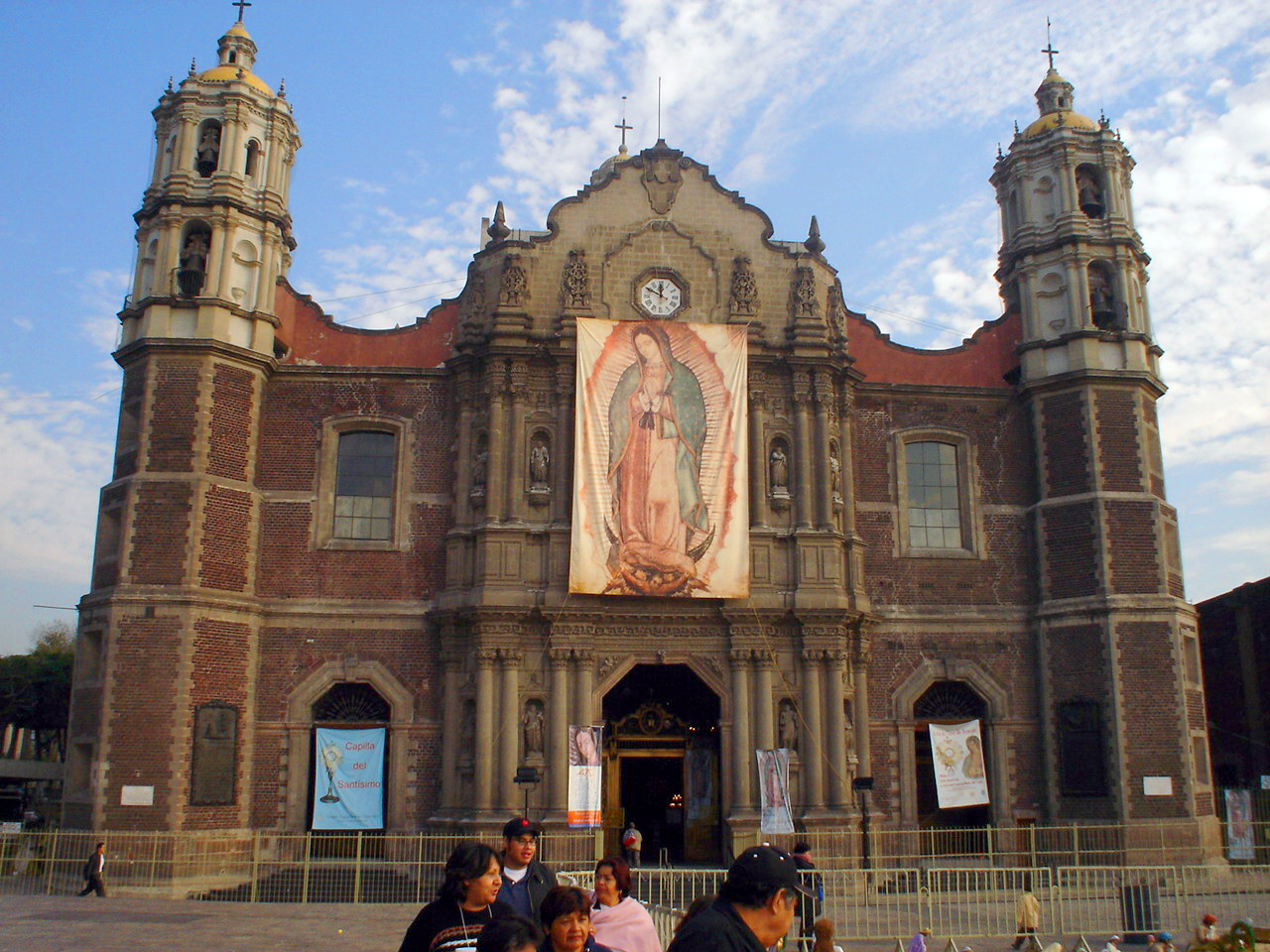
Antic santuari de Guadalupe